# Jerzy Wierzchowski (żużlowiec)
Jerzy Wierzchowski (ur. 1 listopada 1927, zm. 18 września 2017) – polski żużlowiec i działacz sportowy.

## Życiorys
Karierę zawodniczął rozpoczął w 1948 i w latach 50. XX wieku należał do czołowych polskich żużlowców. Był zawodnikiem  Toruńskiego Klubu Motocyklowego, Gwardii Bydgoszcz oraz LPŻ Toruń. W 1953 drużynowo zdobył tytuł I wicemistrza kraju w rywalizacji na tzw. motocyklach przystowowanych. Karierę zawodniczą zakończył 1961. Był wieloletnim aktywistą Polskiego Związku Motorowego i Automobilklubu Toruńskiego. Wierzchowski był także wychowawcą czołowych zawodników sportów kartingowych.